# Baryconus foederatus
Baryconus foederatus är en stekelart som först beskrevs av Alan Parkhurst Dodd 1929.  Baryconus foederatus ingår i släktet Baryconus och familjen Scelionidae. Inga underarter finns listade.